# Hedemünden

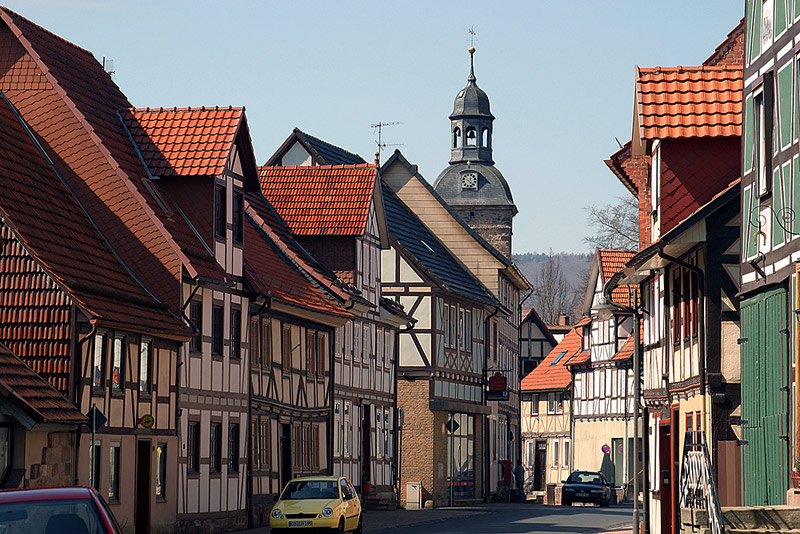
Historischer Ortskern Hedemündens

Hedemünden ist ein Ortsteil der Stadt Hann. Münden im Landkreis Göttingen in Südniedersachsen. Der Ort, der bis 1930 eine selbständige Kleinstadt war, hat knapp 1300 Einwohner.
Hedemünden liegt unmittelbar südlich der Benrather Linie und somit am Übergang von den hochdeutschen – genauer: den westmitteldeutschen – Dialekten zur niederdeutschen Sprache.

## Lage
Hedemünden liegt am Unterlauf der Werra. Dieser in Thüringen entspringende Fluss verläuft weiter durch das thüringisch-hessische Grenzland und erreicht nach der hessisch-niedersächsischen Landesgrenze Hedemünden als ersten Ort Südniedersachsens. Nachdem die Werra niedersächsisches Gebiet erreicht hat, erweitert sich ihr Flusstal zu einem Kessel mit einem Durchmesser von etwa drei Kilometern. Dieser Talkessel wird im Süden vom Kaufunger Wald umschlossen. Gegenüber erhebt sich im Norden die Höhe des Hedemündener Waldes. Die mittlere Höhe Hedemündens befindet sich 130 m ü. NN, höchste Erhebung ist die Hohe Schleife mit 442 m über NN.

## Ortsname
Traditionell wurde der Bestandteil „Hede-“ des Namens auf das germanische „hathu-“ beziehungsweise das althochdeutsche „hadu-“ („Kampf, Streit, Schlacht“) zurückgeführt und der Bestandteil „-münden“, der in den ältesten Belegen für den Ortsnamen noch „-minni“ oder „-minne“ heißt (1017 als „Hademinni“ und 1152 als „Hatheminne“), auf einen germanischen Begriff für „Wasser, Fluss, Fließgewässer“. „Hedemünden“ würde demnach also so viel wie „Streitwasser“ bedeuten und könnte sich auf die Werra als Grenzfluss beziehen.
Der Namensforscher Jürgen Udolph schlug demgegenüber eine abweichende Erklärung vor: Ihm zufolge ist der erste Namensbestandteil auf einen germanischen Begriff für „Berg, Abhang, Schräge“ zurückzuführen (der aber unter dem Einfluss des niederdeutschen Wortes für „Heide“, „Hede“ sein ursprüngliches -a- verloren hat), der zweite auf einen ebensolchen für „Berg, Erhebung“ (vergleiche lateinisch mons). Diese Deutung würde die bisherigen Probleme mit der Deutung des Namens befriedigend lösen, die Siedlung würde also „unterhalb des schroffen Berges“ (des hier steil zum Tal der Werra abfallenden Kaufunger Waldes) bedeuten.

## Politik

### Ortsrat
Hedemünden wird auf kommunaler Ebene von einem Ortsrat mit elf Mitgliedern vertreten. Seit der Kommunalwahl 2021 setzt sich der Ortsrat wie folgt zusammen:
| Sitzverteilung im Ortsrat 2021Insgesamt 11 Sitze - SPD: 6 - Grüne: 1 - CDU: 4 | Ortsratswahl 2021Wahlbeteiligung: 60,24 % 50403020100 49,15 %40,05 %10,80 % SPDCDUGrüne |

### Ortsbürgermeister
Ehrenamtlicher Ortsbürgermeister von Hedemünden ist Kurt Koppetsch (SPD). Seine Stellvertreter sind Hannelore Bethke (SPD) und Dennis Selmigkeit (CDU).

## Verkehr

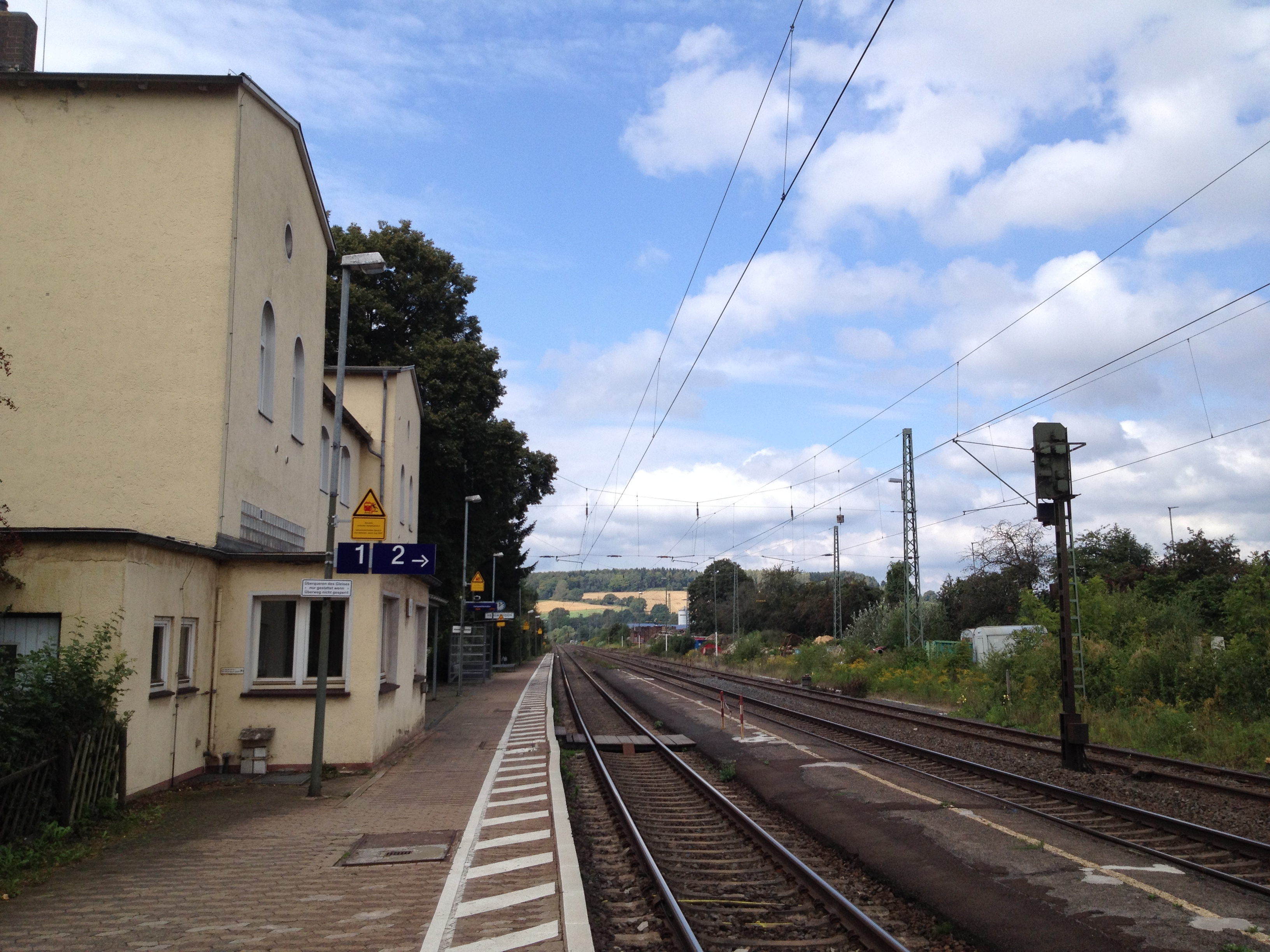
Bahnhof Hedemünden (2014)

Straßenverkehrsmäßig ist Hedemünden über eine Anschlussstelle an die Bundesautobahn 7 (Hamburg – Hannover – Göttingen – Kassel – Fulda – Würzburg) sowie die Bundesstraße 80 angebunden.
Darüber hinaus hat Hedemünden einen Bahnhof an der Bahnstrecke Halle–Hann. Münden, dieser wird derzeit stündlich von der Cantus Verkehrsgesellschaft angefahren. Die Züge verbinden den Ort mit den umliegenden Mittelzentren Hann. Münden und Witzenhausen sowie den Oberzentren Kassel und Göttingen. In Kassel-Wilhelmshöhe und Göttingen besteht Anschluss an Züge der DB Fernverkehr AG.
| Linie | Verlauf | Takt   |
| ----- | --- | ------ |
| RB83  | Göttingen – Friedland (Han) – Eichenberg – Witzenhausen Nord – Gertenbach – Hedemünden – Hann Münden – Speele – Fuldatal-Ihringshausen – Vellmar-Niedervellmar – Kassel Hbf (fährt im Abschnitt Göttingen – Eichenberg mit RB87 vereinigt) Stand: Fahrplanwechsel Dezember 2021 | 60 min |

Außerdem liegt Hedemünden an verschiedenen touristischen Routen: der Deutschen Märchenstraße, der Deutschen Fachwerkstraße, der Deutschen Ferienroute Alpen – Ostsee sowie dem Werratal-Radweg.
Die Werratalbrücken Hedemünden, auf denen die Autobahn und die Schnellfahrstrecke Hannover–Würzburg den Fluss queren, liegen nicht im Ortsbereich, sondern etwa vier Kilometer westlich von Hedemünden bei Laubach.

## Geschichte

### Frühzeit und Mittelalter

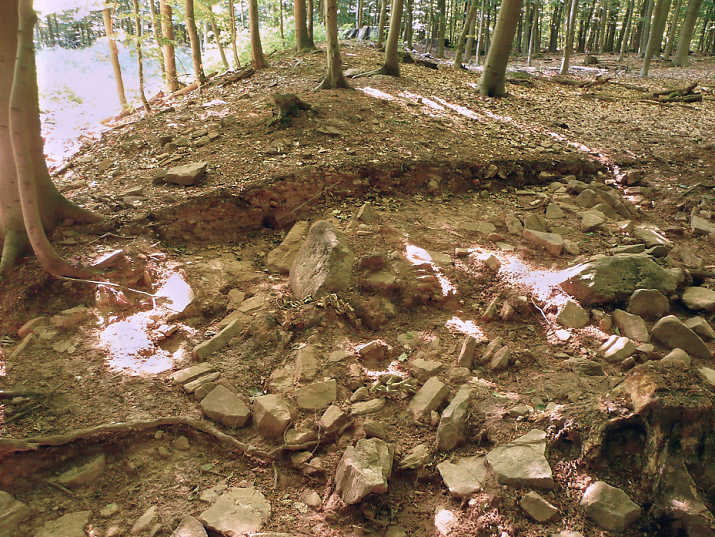
Archäologische Ausgrabung als Schnitt durch den Wall des Römerlagers

Die ältesten Zeugnisse einer frühen Besiedlung sind bzw. waren zwei große urgeschichtliche Grabhügel, in deren Nähe frühere Siedlungen anzunehmen sind. Der nördliche Hügel wurde 1871 beim Eisenbahnbau zerstört. Der südliche, der sogenannte Haaghügel, wurde zwar beim Straßenbau am Rand beschädigt, blieb aber weitgehend erhalten und ist der größte urgeschichtliche Grabhügel in Südniedersachsen.
Vermutlich im Jahre 11 oder 9 v. Chr. wurde nahe der heutigen Ortslage von Hedemünden ein römisches Militärlager angelegt (Römerlager Hedemünden), das aber in Folge des Scheiterns der römischen Eroberung von Germanien nur kurze Zeit bestand.
Aus dem Jahre 1017 stammt die erste urkundliche Erwähnung Hedemündens: Kaiser Heinrich II. (der Heilige) schenkte seinen Hof Hademinni dem Benediktinerinnen-Kloster Kaufungen, das seine Gemahlin Kunigunde gestiftet hatte. Die Urkunde wurde in Altengottern (bei Bad Langensalza) ausgestellt und wird im Hessischen Staatsarchiv Marburg verwahrt. Der Name Hademinni begegnet in der Folgezeit auch in den Schreibweisen Hademinne, Hedeminni, Haydeminne, Hedeminnen und manchen anderen.
Da nach neueren archäologischen Untersuchungen bereits um 900 eine Kirche am Standort der jetzigen errichtet wurde, ist davon auszugehen, dass es damals neben dem Königshof auch schon eine dörfliche Siedlung gab. Diese Kirche wurde im Jahre 1210 durch einen größeren Neubau ersetzt, um 1400 zu einer Befestigungsanlage ausgebaut und später noch mehrfach verändert (Näheres dazu im nachfolgenden Kapitel „Kirche St. Michaelis“).
Das Kloster Kaufungen gab Ende des 13. Jahrhunderts den Hof mitsamt dem Dorf und anderem „Zubehör“ als Lehen an die Herren von Plesse, wobei es sich aber die Verfügung über den Hof selbst und die Einkünfte daraus vorbehielt. An die Stelle der Herren von Plesse trat 1355 als Lehnsträger Herzog Ernst von Braunschweig-Göttingen, und fortan gehörte Hedemünden also zum Herrschaftsbereich der Welfen, wobei die Zugehörigkeit zu deren verschiedenen Linien wechselte.

### Rechtsstellung
Bis 1512 wurde Hedemünden in der Regel als Dorf bezeichnet, wenngleich auch schon 1443 „Rat und Gemeinheit“ genannt werden. Damals bildeten sich also bereits Strukturen heraus, die denen einer Stadt entsprachen, und markieren die Entwicklung zu einer solchen. Im Jahre 1570 soll ein Städtetag der kleinen Städte des Fürstentums Göttingen in Hedemünden stattgefunden haben, 1584 werden ein Bürgermeister genannt und die Einwohner als Bürger bezeichnet.
Auch Privilegien für Gilden und für die Bürgerschaft insgesamt sind Belege für den zunehmend städtischen Charakter des Ortes: Eine Kaufmannsgilde wurde 1576 erwähnt, und 1579 hat Herzog Erich II. nach einem Memorial aller privilegien dero von Hedemünden, … mit der gerechtigkeit schuster und Becker gilde jetzo privilegirt;
in einem – abschlägig beschiedenen – Gesuch der Hedemündener Handwerksmeister aus dem Jahre 1828 um Ausstellung eines Gildebriefes erscheint allerdings kein Hinweis auf den Bestand von Gilden in früherer Zeit.
Im Jahre 1589 gestattete Herzog Heinrich Julius dem Flecken Hedemünden die Erhebung eines Kaufgeldes auf fremde Biere (Schankrecht) und die eigene Brauerei (Braurecht). Bei der Bestätigung der Privilegien durch Herzog Christian Ludwig wurde Hedemünden dann 1645 – und von nun an regelmäßig – als Stadt bezeichnet, der 1677 bei einer erneuten Bestätigung ihrer Privilegien auch Jagdrechte gewährt wurden. Eine förmliche Verleihung des Stadtrechts ist allerdings nicht belegt.
Hedemünden war, im Unterschied zu der amtsfreien Stadt Münden, auch als Stadt dem Amt Münden eingegliedert.
Im Königreich Hannover wurde seit 1828 eine schriftlich fixierte Ordnung der Verwaltung angestrebt, und so erhielt 1860 schließlich auch Hedemünden als sogenannte amtssässige Stadt ein Verfassungsstatut. In der Folgezeit wurde es im Zuge der großen politischen Veränderungen (1866 Annexion Hannovers durch Preußen, 1871 Gründung des Deutschen Reiches, 1919 Umwandlung in eine Republik), aber auch im Rahmen von Verwaltungsreformen mehrfach abgeändert.
Im Jahre 1930 aber verzichtete Hedemünden auf die Stadtrechte, weil man die Kosten für das Gehalt eines hauptamtlichen Bürgermeisters zu drückend empfand. Damit wurde die bisherige Stadt wieder eine Landgemeinde – ein für jene Zeit ungewöhnlicher Vorgang.
Am 1. Januar 1973 wurde Hedemünden im Rahmen der Gebietsreform in Niedersachsen in die Stadt Münden eingemeindet. Zugleich wurde der Landkreis Münden aufgelöst und in den Landkreis Göttingen eingegliedert.

### Schule
Ein erstes Schulhaus ließen Kirche und Gemeinde gemeinsam im Jahre 1570 bauen. Es war südlich der Kirche von außen an die Kirchhofsmauer angelehnt. Als es wegen Baufälligkeit aufgegeben werden musste, wurde es 1731 ersetzt durch einen geräumigen Neubau, unterteilt in Knaben- und Mädchenschule mit den dazugehörigen Lehrerwohnungen. An der Frontseite trägt der ansehnliche Fachwerkbau, der freistehend unmittelbar südlich des bisherigen Schulgebäudes errichtet wurde, die Inschrift „Hedemündische StadtSchule“.
Das dritte, noch jetzt benutzte Schulhaus wurde 1912/13 westlich der Altstadt am Pfuhlweg erbaut (in dem bisherigen verblieben die Lehrerwohnungen). Als besonders moderne Einrichtung war ihm eine Badeanlage angeschlossen. Nach Umbauten und Erweiterungen sowie auch der Hinzufügung einer Turnhalle wurde dieser Gebäudekomplex 1963 Sitz der Mittelpunktschule für die Oberstufenjahrgänge (5.–9. Schuljahr) der Ortschaften Hedemünden, Oberode, Laubach, Lippoldshausen und Wiershausen. In Folge der Eingemeindung in die Stadt Münden (s. o.) wurden 1973 die Klassen 5 bis 9 der Mittelpunktschule Hedemünden in die Hauptschule Münden überführt. Gleichzeitig wurden, nachdem die Laubacher Schule schon vorher integriert worden war, die Grundschulen Oberode und Lippoldshausen ebenfalls in die dadurch entstandene Mittelpunkt-Grundschule Hedemünden eingegliedert.

## Kirche St. Michaelis

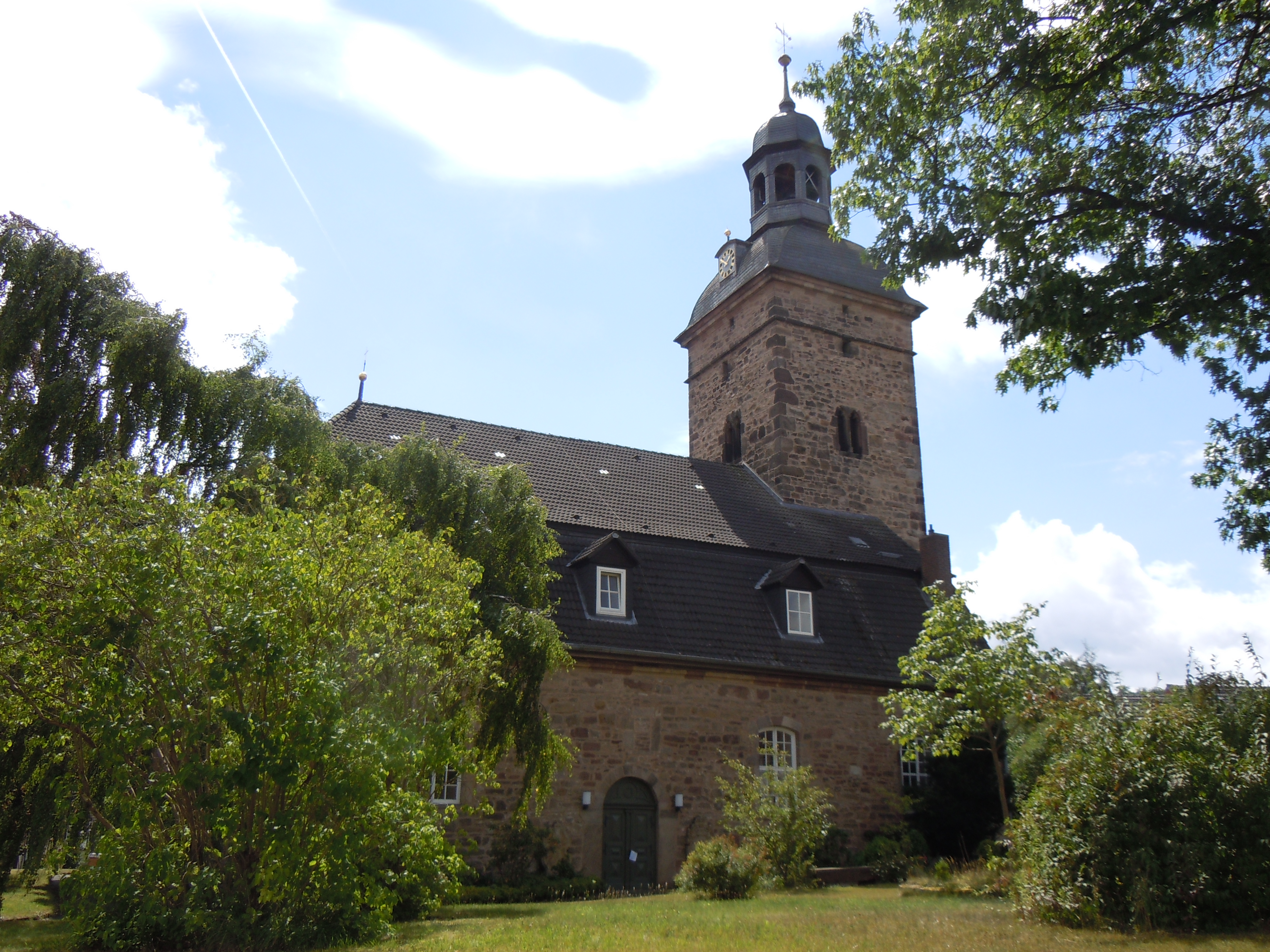
St. Michaeliskirche Hedemünden

Die Kirche wird durch ein Mansarddach geprägt. Im Chor hat man in der 2. Hälfte des 20. Jahrhunderts Reste mittelalterlicher Wandmalereien aufgedeckt. Die heutige Kirche befindet sich an der Stelle einer frühmittelalterlichen Saalkirche aus dem 9. bis 12. Jahrhundert. Dieser Bau war eine Saalkirche, mit einer, um die Mauerstärke der Kirche eingezogener, halbrunden Apsis und einem abgetrennten Westbereich. Die Länge der Kirche betrug 17 m, ihre Breite 8,7 m. Im Jahr 1210 wurde an gleicher Stelle ein spätromanischer zweischiffiger Kirchenbau errichtet, vermutlich stellte sie sich als Basilika oder Hallenkirche dar. Das Hauptschiff und das kürzere nördliche Seitenschiff besaßen halbrunde Apsiden und waren beide eingewölbt. Das Hauptschiff war 24 m, das Seitenschiff 21 m lang, die Breite betrug 14 m. Im Inneren der Kirche sind aus dem Mittelalter noch Teile der Wandmalereien, ein frühgotisches Kruzifix sowie im Turm eine bienenkorbförmige Glocke aus dem 14. Jahrhundert erhalten.  Die Kirche wurde im Spätmittelalter um 1400 zu einer Wehrkirche mit Wehr-Kirchturm erweitert und stellte den Mittelpunkt einer Ortbefestigungsanlage dar. Als Teile der Befestigungsanlagen sind heute noch Wehrmauer und vorgelagerter Graben erkennbar. Später erfolgten verschiedene An- und Umbauten. 1725 wurde das Dach neu gemacht und erhielt dabei die heutige Form. Auch die Inneneinrichtung erhielt weitgehend die heutige Form, die Renaissance-Kanzel wurde dabei in die Altarwand integriert.

## Gewerbestandort
Der Ort Hedemünden entwickelte sich aufgrund der direkt angrenzenden Autobahn 7 und der Lage zwischen Kassel und Göttingen zu einem Gewerbestandort. Zwischen der Autobahnabfahrt und dem Bahnhof befinden sich mehrere Betriebe, unter anderem eine Logistikhalle eines Discounters und ein Sägewerk.
Mit dem 2008 erschlossenen Gewerbegebiet Hedemünden 2 steht eine Fläche von über 27 Hektar für die Ansiedlung von Unternehmen zur Verfügung. Dies ist die größte Freifläche für Gewerbeansiedlungen in Hann. Münden.